# Impact Over Drive
Impact Over Drive est un événement de catch (lutte professionnelle) produit par la promotion américaine, Impact ! Wrestling. 

## Historique des Over Drive
| # | Événement         | Date             | Ville                  | Lieu                          | Main Event                                                                   | Réf   |
| - | ----------------- | ---------------- | ---------------------- | ----------------------------- | ---------------------------------------------------------------------------- | ----- |
| 1 | Over Drive (2019) | 10 novembre 2019 | Scranton, Pennsylvanie | Steamtown Marketplace         | Rhino contre Sami Callihan                                                   | [ 1 ] |
| 2 | Over Drive (2022) | 18 novembre 2022 | Louisville, Kentucky   | Old Forester’s Paristown Hall | Josh Alexander (c) contre Frankie Kazarian pour le Impact World Championship |       |